# Humberto Mejía
;* Major League/Nippon Pro (MLB) (NPB)
Humberto Albert Mejía (Panama, 3 marzo 1997) è un giocatore di baseball panamense, che gioca nel ruolo di lanciatore per gli Arizona Diamondbacks della Major League Baseball (MLB).